# Helicoverpa barbara
Helicoverpa barbara là một loài bướm đêm trong họ Noctuidae.